# Котов, Тихон Иванович
Тихон Иванович Котов (укр. Тихон Іванович Котов; 1895, Задонск или Харьков — 1923, Харьков) — украинский советский математик, профессор Харьковского института народного образования, Харьковского сельскохозяйственного института и Харьковского химико-фармацевтического института. Также преподавал в Харьковском технологическом институте. Исследовал геодезические линии, однако не успел дописать докторскую диссертацию из-за ранней смерти.

## Биография
Тихон Котов родился в 1895 году, по разным данным в Харькове или в Задонске Воронежской губернии в семье протоиерея. В 1913 году окончил с золотой медалью третью Харьковскую гимназию. Продолжил обучение на математическом отделении физико-математического факультета Императорского Харьковского университета. Подготовил работу на предложенную факультетом тему: «О геодезических линиях», за которую был отмечен золотой медалью. Профессор Дмитрий Синцов, в отзыве на эту работу от 1 января 1917 года, отметил что автор, несмотря на некоторые недостатки, «изучил не только обширные трактаты о роде Darboux и Bianchi, но и значительную часть мемуарной литературы, проявил самостоятельность в выборе и обработке материала». В том же году Котов окончил курс с дипломом первой степени и был оставлен при университете для подготовки к профессорскому званию. Одновременно стал работать в Харьковском технологическом институте (ХТИ). В последующие годы успешно сдал магистерские экзамены и в 1919 году получил звание приват-доцента в университете.
После ликвидации Харьковского университета работал в Свободной академии теоретических знаний в качестве профессора. После реорганизации академии стал профессором Харьковского института народного образования (ХИНО), где преподавал теории чисел, высшую алгебру и вёл спецкурс по аналитической геометрии в пространстве. Стал одним из первых членов научно-исследовательской кафедры геометрии при ХИНО, созданной в 1921 году. После того как Антоний-Бонифаций Пшеборский покинул в 1922 году институт, стал преподавать ещё и дифференциальное исчисление. Также вёл практические занятия по аналитической геометрии с геометрическими приложениями дифференциального счисления и интегрированием дифференциальных уравнений. В 1923 году начал преподавать спецкурс по теории поверхностей.
Одновременно в ХТИ Котов читал проектную геометрию, а после того, как ушёл Пшеборский, ещё и аналитическую геометрию. В 1921 году стал членом факультетской комиссии ХТИ. Также, был профессором Сельскохозяйственного и Химико-фармацевтического институтов, где преподавал высшую математику.
В последний год своей жизни Тихон Котов входил в состав Научного комитета Главного управления профессионального образования при Народном комиссариате образования УССР. Осенью 1923 года по поручению научного комитета уехал в командировку в Москву, где ему довелось пообщаться с местными математиками. Возвращаясь в Харьков, он сидел в поезде рядом с больным ребёнком, от которого заразился скарлатиной. Болезнь развивалась в скрытом состоянии и была поздно диагностирована, только 7 ноября. На следующий день Тихон Котов умер.
Как отмечал Дмитрий Синцов, Тихона Котова повсюду высоко ценили как одного из лучших преподавателей. Исследовательница Неля Гормашева характеризовала учёного как мягкого, доброго человека, «прекрасного лектора, талантливого учёного, уже проявившего себя в науке и подававшего ещё больше надежд на будущее».

## Научная деятельность
Основным направлением научной работы Тихона Котова было исследование геодезических линий. Свои первые труды по этой тематике он читал ещё студентом на собраниях математического кружка, несколько раз он докладывал на заседаниях Харьковского математического общества. По результатам своих исследований публиковал научные статьи и писал докторскую диссертацию, однако не успел её окончить. Котову оставалось доработать несколько последних параграфов. Диссертация так и не была опубликована и хранилась в архивах Народного комиссариата образования УССР, где и «затерялась». Исследовательница Неля Гормашева считала, что эта недописанная диссертация имела актуальное значение в связи «с изменением воззрений на строение пространства, вызванным принципом относительности». Также Тихон Котов писал рецензии на новые труды русской математической литературы
Избранные труды согласно с «История Харьковского технологического института в лицах»:
- Геодезические линии // Наука на Украине 1922, № 3
- Об асимптотических геодезических линиях // Наука на Украине 1922, № 4
- Теория геодезических линий (неокончено)

### Комментарий
1. ↑  Котов стал профессором Сельскохозяйственного института по результатам конкурса.